# 미래과학자거리 트윈 타워
미래과학자거리 트윈 타워(영어: Mirae Scientists Street Twin Tower)는 조선민주주의인민공화국 평양시 중구역에 위치한 마천루이다.

## 갤러리

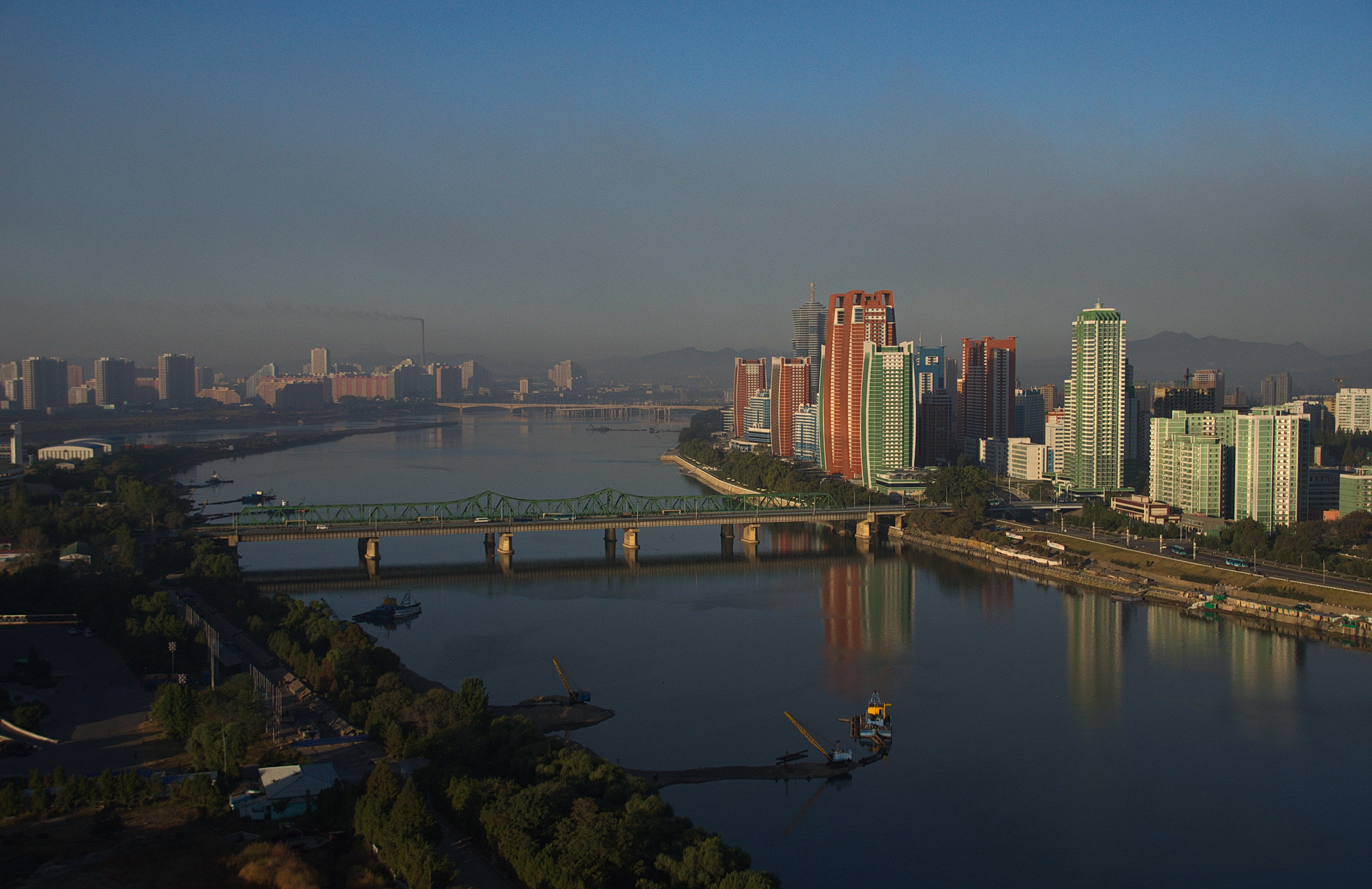
2015년 10월 9일에 촬영한 꼭대기가 보이는 은하 아파트

## 같이 보기
- 미래과학자거리
- 조선민주주의인민공화국의 마천루 목록
- 평양시의 마천루 목록